# Campeonato Africano de Atletismo de 2022 - 200 m masculino
A prova dos 200 metros masculino do Campeonato Africano de Atletismo de 2022 foi disputada nos dias 11 e 12 de junho, no Complexo Esportivo Nacional Cote d'Or, em Saint Pierre, na Maurícia.

## Recordes
Antes desta competição, os recordes mundiais e do campeonato nesta prova eram os seguintes:
|                       | Nome               | Nacionalidade | Tempo  | Local   | Data                 |
| --------------------- | ------------------ | ------------- | ------ | ------- | -------------------- |
| Recorde mundial       | Usain Bolt         | Jamaica       | 19s 19 | Berlim  | 20 de agosto de 2009 |
| Recorde do campeonato | Frankie Fredericks | Namíbia       | 19s 99 | Dakar   | 22 de agosto de 1998 |
| Recorde africano      | Frankie Fredericks | Namíbia       | 19s 68 | Atlanta | 1 de agosto de 1996  |

## Medalhistas
| Ouro                 | Prata                | Bronze                |
| Letsile Tebogo (BOT) | Emmanuel Eseme (CMR) | Clarence Munyai (RSA) |

## Cronograma
Todos os horários são locais (UTC+4). 
| Data        | Hora  | Evento    |
| ----------- | ----- | --------- |
| 11 de junho | 09:55 | Bateria   |
| 11 de junho | 15:35 | Semifinal |
| 12 de junho | 16:30 | Final     |

## Resultados

### Bateria
Qualificação: 2 atletas de cada bateria (Q) mais os 8 melhores qualificados (q). 
Vento:
Bateria 1: +3.0 m/s, Bateria 2: +3.0 m/s, Bateria 3: +2.7 m/s, Bateria 4: +2.9 m/s, Bateria 5: +3.2 m/s, Bateria 6: +2.4 m/s, Bateria 7: +1.8 m/s, Bateria 8: +2.1 m/s
| Posição | Bateria | Atleta                     | Nacionalidade                  | Tempo | Notas |
| ------- | ------- | -------------------------- | ------------------------------ | ----- | ----- |
| 1       | 1       | Noa Bibi                   | Ilhas Maurícias                | 20.42 | Q     |
| 2       | 7       | Letsile Tebogo             | Botswana                       | 20.48 | Q     |
| 3       | 2       | Joseph Paul Amoah          | Gana                           | 20.52 | Q     |
| 4       | 2       | Emmanuel Eseme             | Camarões                       | 20.54 | Q     |
| 5       | 1       | Arthur Cissé               | Costa do Marfim                | 20.60 | Q     |
| 6       | 3       | Clarence Munyai            | África do Sul                  | 20.62 | Q     |
| 7       | 1       | Sinesipho Dambile          | África do Sul                  | 20.64 | q     |
| 8       | 3       | Mike Nyang'au              | Quênia                         | 20.77 | Q     |
| 9       | 3       | Tapiwa Makarawu            | Zimbabwe                       | 20.83 | q     |
| 10      | 2       | Chidi Okezie               | Nigéria                        | 20.84 | q     |
| 11      | 8       | Benjamin Richardson        | África do Sul                  | 20.87 | Q     |
| 12      | 2       | Stern Liffa                | Malawi                         | 20.88 | q     |
| 12      | 5       | Akeem Sirleaf              | Libéria                        | 20.88 | Q     |
| 14      | 2       | Hachim Maaroufou           | Comores                        | 20.91 | q     |
| 15      | 3       | Guy Maganga Gorra          | Gabão                          | 20.92 | q     |
| 16      | 1       | Gilbert Hainuca            | Namíbia                        | 20.95 | q     |
| 17      | 1       | Lasconi Mulamba            | República Democrática do Congo | 20.96 | q     |
| 17      | 4       | Sydney Siame               | Zâmbia                         | 20.96 | Q     |
| 19      | 4       | Wellington Zaza            | Libéria                        | 20.97 | Q     |
| 19      | 8       | Anthony Pesela             | Botswana                       | 20.97 | Q     |
| 21      | 5       | Kakene Sitali              | Zâmbia                         | 20.99 | Q     |
| 22      | 8       | Adekalu Fakorede           | Nigéria                        | 21.00 |       |
| 23      | 7       | Emmanuel Matadi            | Libéria                        | 21.01 | Q     |
| 24      | 3       | Ebrahima Camara            | Gâmbia                         | 21.04 |       |
| 25      | 3       | Sibusiso Matsenjwa         | Essuatíni                      | 21.08 |       |
| 26      | 6       | Ngoni Makusha              | Zimbabwe                       | 21.11 | Q     |
| 27      | 1       | Jayson Mandoze             | Botswana                       | 21.12 |       |
| 27      | 4       | Alieu Joof                 | Gâmbia                         | 21.12 |       |
| 29      | 4       | Raphael Ngaguele Mberlina  | Camarões                       | 21.14 |       |
| 30      | 5       | Sengan Jobe                | Gâmbia                         | 21.16 |       |
| 30      | 7       | Ferdinand Omurwa           | Quênia                         | 21.16 |       |
| 32      | 2       | Ivan Danny Geldenhuys      | Namíbia                        | 21.32 |       |
| 32      | 6       | Dan Asamba                 | Quênia                         | 21.32 | Q     |
| 34      | 2       | Cyrille Rasoamanana        | Reunião                        | 21.35 |       |
| 35      | 6       | Pius Adome                 | Uganda                         | 21.38 |       |
| 36      | 5       | Gideon Ernst Narib         | Namíbia                        | 21.40 |       |
| 37      | 4       | Denzel Siamsialela         | Zimbabwe                       | 21.53 |       |
| 38      | 7       | Mcebo Mkhaliphi            | Essuatíni                      | 21.56 |       |
| 39      | 2       | Ahmed Amaar                | Líbia                          | 21.57 |       |
| 39      | 6       | Louis François Mendy       | Senegal                        | 21.57 |       |
| 41      | 5       | Cédric Lacouture           | Reunião                        | 21.60 |       |
| 42      | 8       | Alvin Rughoodass           | Ilhas Maurícias                | 21.61 |       |
| 43      | 1       | Sylvain Benandro           | Madagáscar                     | 21.62 |       |
| 44      | 6       | Médard Nayo                | Togo                           | 21.67 |       |
| 45      | 4       | Assadillah Karani Hassani  | Comores                        | 21.70 |       |
| 46      | 8       | Denzel Adem                | Seicheles                      | 21.74 |       |
| 47      | 7       | Haron Adoli                | Uganda                         | 21.76 |       |
| 48      | 5       | Eriema Kere                | Etiópia                        | 21.82 |       |
| 49      | 4       | Lionel Muteba              | República Democrática do Congo | 21.84 |       |
| 50      | 5       | El Hadji Malick Diop       | Senegal                        | 21.88 |       |
| 51      | 8       | Semi Thiel                 | Sudão do Sul                   | 21.91 |       |
| 52      | 7       | Ogho-Oghene Egwero         | Nigéria                        | 22.08 |       |
| 53      | 1       | Leeroy Henriette           | Seicheles                      | 22.14 |       |
| 54      | 3       | Didier Kiki                | Benim                          | 22.34 |       |
| 55      | 6       | Ahmed Musa                 | Etiópia                        | 22.44 |       |
| 56      | 7       | Edmond Hounthon            | Benim                          | 22.64 |       |
| 99      | 6       | Ayanda Malaza              | Essuatíni                      | DNS   |       |
| 99      | 8       | Gange Etemabeka            | República do Congo             | DNS   |       |
| 99      | 8       | Corneille Junior Ayingouka | República Centro-Africana      | DNS   |       |

### Semifinal
Qualificação: 2 atletas de cada bateria (Q) mais os 2 melhores qualificados (q).
Vento:
Bateria 1: +3.0 m/s, Bateria 2: +2.4 m/s, Bateria 3: +3.6 m/s
| Posição | Bateria | Atleta              | Nacionalidade                  | Tempo | Notas     |
| ------- | ------- | ------------------- | ------------------------------ | ----- | --------- |
| 1       | 1       | Clarence Munyai     | África do Sul                  | 20.52 | Q         |
| 2       | 2       | Letsile Tebogo      | Botswana                       | 20.58 | Q         |
| 3       | 2       | Sinesipho Dambile   | África do Sul                  | 20.69 | Q         |
| 4       | 1       | Emmanuel Eseme      | Camarões                       | 20.73 | Q, 20.726 |
| 5       | 1       | Arthur Cissé        | Costa do Marfim                | 20.73 | q, 20.729 |
| 6       | 2       | Akeem Sirleaf       | Libéria                        | 20.75 | q         |
| 7       | 3       | Noa Bibi            | Ilhas Maurícias                | 20.82 | Q         |
| 8       | 1       | Joseph Paul Amoah   | Gana                           | 20.89 |           |
| 9       | 3       | Chidi Okezie        | Nigéria                        | 21.01 | Q, 21.005 |
| 10      | 3       | Anthony Pesela      | Botswana                       | 21.01 | 21.010    |
| 11      | 2       | Mike Nyang'au       | Quênia                         | 21.06 |           |
| 12      | 3       | Wellington Zaza     | Libéria                        | 21.09 |           |
| 13      | 3       | Benjamin Richardson | África do Sul                  | 21.11 |           |
| 14      | 1       | Guy Maganga Gorra   | Gabão                          | 21.12 |           |
| 15      | 2       | Kakene Sitali       | Zâmbia                         | 21.19 |           |
| 16      | 3       | Tapiwa Makarawu     | Zimbabwe                       | 21.20 |           |
| 17      | 1       | Hachim Maaroufou    | Comores                        | 21.24 |           |
| 18      | 3       | Sydney Siame        | Zâmbia                         | 21.31 |           |
| 19      | 2       | Ngoni Makusha       | Zimbabwe                       | 21.32 |           |
| 20      | 2       | Gilbert Hainuca     | Namíbia                        | 21.60 |           |
| 21      | 2       | Stern Liffa         | Malawi                         | 21.63 |           |
| 22      | 1       | Dan Asamba          | Quênia                         | 21.79 |           |
| 23      | 3       | Lasconi Mulamba     | República Democrática do Congo | 21.79 |           |
| 99      | 1       | Emmanuel Matadi     | Libéria                        | DNF   |           |

### Final
A final ocorreu dia 12 de junho às 16:30.
Vento: +3.9 m/s
| Posição           | Raia | Atleta            | Nacionalidade   | Tempo | Notas |
| ----------------- | ---- | ----------------- | --------------- | ----- | ----- |
| Medalha de ouro   | 5    | Letsile Tebogo    | Botswana        | 20.26 |       |
| Medalha de prata  | 2    | Emmanuel Eseme    | Camarões        | 20.61 |       |
| Medalha de bronze | 6    | Clarence Munyai   | África do Sul   | 20.69 |       |
| 4                 | 7    | Chidi Okezie      | Nigéria         | 21.02 |       |
| 5                 | 4    | Sinesipho Dambile | África do Sul   | 21.18 |       |
| 6                 | 8    | Akeem Sirleaf     | Libéria         | 21.21 |       |
| 7                 | 3    | Noa Bibi          | Ilhas Maurícias | 21.25 |       |
| 8                 | 1    | Arthur Cissé      | Costa do Marfim |       |       |

Legenda
| Recorde mundial       | Recorde mundial (World record)               |                       | Recorde africano                      | Recorde africano (African) |                                           | Q | Classificado por posição (Qualified) |
| Recorde do campeonato | Recorde do campeonato (Championship record)  | Recorde da América    | Recorde da América (Americas)         | q                          | Classificado por melhor tempo (Qualified) |   |                                      |
| Melhor marca do ano   | Melhor marca do ano (World leading)          | Recorde asiático      | Recorde asiático (Asian)              | DNS                        | Não largou (Did not start)                |   |                                      |
| Recorde nacional      | Recorde nacional (National record)           | Recorde europeu       | Recorde europeu (European)            | DNF                        | Não terminou (Did not finish)             |   |                                      |
| Recorde pessoal       | Recorde pessoal do atleta (Personal best)    | Recorde da Oceania    | Recorde da Oceania (Oceania)          | DSQ / DQ                   | Desclassificado (Disqualified)            |   |                                      |
| Recorde da temporada  | Recorde da temporada do atleta (Season best) | Recorde sul-americano | Recorde sul-americano (South America) | NM                         | Sem marca (No mark)                       |   |                                      |